# Maaten al-Sarra
Maaten al-Sarra est une oasis située dans la région de al-Koufrah, au sud-est de la Libye, dans le désert libyen, à 322 km au sud-ouest de Koufra. Il s'agit d'une oasis marginale où l'on trouve peu de palmiers et une eau de  faible qualité. Son existence a permis, en 1811, la création de la dernière route caravanière transsaharienne. Cependant, elle a été historiquement peu visité par les nomades Toubous et Zaghawa.
En 1934, Ma'tan as-Sarra a été cédée, dans le cadre du triangle de Sarra, à l'Italie fasciste par le Soudan anglo-égyptien, qui considérait la région comme du sable sans valeur constituant un moyen d'apaisement à bas coût face aux ambitions impériales de Benito Mussolini.
En 1972, le dirigeant libyen Mouammar Kadhafi estime que le dirigeant soudanais Gaafar Nimeiry a trahi la cause arabe en signant l'accord d'Addis-Abeba de 1972 qui met fin à la première guerre civile soudanaise Burr and Collins 111. Il établit alors une base à Maaten al-Sarra pour y stocker des armes et assurer une zone de transit aux rebelles soudanais formés dans les bases de Joudaim et Ma'sar Ra's, près de Tripoli. En juillet 1976, un millier de partisans du chef de l'opposition soudanaise Sadiq al-Mahdi quittent l'oasis et prennent d'assaut Khartoum après avoir traversé le nord du Darfour et le Kordofan. Les forces d'Al-Mahdi ne sont vaincues qu'après qu'un bataillon de chars ait stoppé l'attaque dans la ville après trois jours de violents combats.
La Libye crée également la base aérienne de Maaten al-Sarra, qu'elle utilise largement durant le conflit tchado-libyen (1978-1987).
La base est visée par un raid, la bataille de Maaten al-Sarra, qui marque une victoire éclatante de l'armée tchadienne en septembre 1987 face aux forces libyennes, et a contribué à la signature d'un cessez-le-feu le même mois.